# Aganippe berlandi
Aganippe berlandi là một loài nhện trong họ Idiopidae.
Loài này thuộc chi Aganippe. Aganippe berlandi được William Joseph Rainbow miêu tả năm 1914.